# Municipio de Cape Fear (condado de New Hanover)
El municipio de Cape Fear (en inglés: Cape Fear Township) es un municipio ubicado en el  condado de New Hanover en el estado estadounidense de Carolina del Norte. En el año 2010 tenía una población de 18.388 habitantes.

## Geografía
El municipio de Cape Fear se encuentra ubicado en las coordenadas 34°20′14.53″N 77°54′17.47″O / 34.3373694, -77.9048528.